# Darrin Govens
Darrin Govens (West Chester, Pensilvania, 5 de enero de 1988) es un jugador de baloncesto con doble nacionalidad húngara y estadounidense. Mide 1,85 metros, y pertenece a la plantilla del Nantes Basket Hermine de la Pro B francesa. Es internacional con la selección de baloncesto de Hungría.

## Trayectoria
Es un base formado en Saint Joseph's Hawks donde estuvo desde 2006 a 2010. Tras no ser drafteado en 2010, debutó como profesional en los Reno Bighorns de la liga de desarrollo de la NBA . Más tarde, daría el salto a Europa para jugar durante varios años en las ligas de Islandia, Grecia y Hungría. 
En 2017 fue seleccionado por la selección de baloncesto de Hungría, tras jugar adquirir la nacionalidad y haber jugado durante cuatro temporadas en el baloncesto húngaro, formando parte de los equipos de Körmend, ZTE y Falco Szombathely.
En verano de 2018, firmó con el BC Tsmoki-Minsk por una temporada pero en noviembre de 2018, se compromete con el BC Nizhny Novgorod para jugar la VTB League y la Basketball Champions League.
El 26 de julio de 2021, firma por el Cholet Basket de la Pro A francesa.
En julio de 2022 fichó por el CSP Limoges, también de la liga francesa.
El 10 de noviembre de 2022, firmó por el SLUC Nancy Basket de la Pro A francesa.
El 19 de noviembre de 2023 se unió al Nantes Basket Hermine de la Pro B francesa.

## Selección nacional
Govens disputó con la clasificación de FIBA Europa para la Copa Mundial de Baloncesto de 2019 con la selección de baloncesto de Hungría.